# Atlantic Council
Atlantic Council jest amerykańskim think tankiem, działającym w dziedzinie spraw międzynarodowych i promującym atlantyzm, założonym w 1961 roku. Zarządza szesnastoma ośrodkami regionalnymi i programami funkcjonalnymi związanymi z bezpieczeństwem międzynarodowym i globalnym dobrobytem gospodarczym. Jej siedziba mieści się w Waszyngtonie. Jest członkiem Atlantic Treaty Association.

## Historia
Atlantic Council został założony z myślą o wspieraniu i kontynuowaniu współpracy między Ameryką Północną a Europą, która rozpoczęła się po II wojnie światowej. Na początku działalność fundacji polegała głównie na publikowaniu dokumentów programowych i przeprowadzaniu wśród Europejczyków i Amerykanów badań dotyczących ich stosunku do współpracy transatlantyckiej i międzynarodowej. Na początku skupiała się przede wszystkim na kwestiach gospodarczych – głównie na wspieraniu wolnego handlu między dwoma kontynentami, a w mniejszym stopniu z resztą świata – ale zajmowała się również kwestiami politycznymi i środowiskowymi.
Chociaż Atlantic Council publikował dokumenty polityczne i monografie, Melvin Small z Wayne State University napisał, że prawdziwa siła Rady, zwłaszcza w początkowych latach jej działalności, leżała w jej powiązaniach z wpływowymi decydentami. Rada już na początku znalazła niszę jako „centrum nieformalnych spotkań” liderów z obu stron Atlantyku, a jej członkowie pracowali nad rozwijaniem „sieci ciągłej komunikacji”.
Atlantic Council działa również poza Europą i Stanami Zjednoczonymi. Była jedną z pierwszych organizacji opowiadających się za zwiększeniem obecności Japonii w społeczności międzynarodowej. Programy azjatyckie rozszerzono od 2001 r. w wyniku wojny w Afganistanie, co doprowadziło do otwarcia Centrum Azji Południowej i Programu dotyczącego Azji. Zmiana klimatu i współpraca z Indiami i Chinami w tych kwestiach również odegrały rolę w tym rozwoju sytuacji.
W lutym 2009 r. James L. Jones, ówczesny przewodniczący Atlantic Council, zrezygnował ze stanowiska doradcy prezydenta Obamy ds. bezpieczeństwa narodowego, a jego następcą został senator Chuck Hagel. Ponadto inni członkowie Rady również odeszli, aby służyć administracji: Susan Rice jako ambasador przy ONZ, Richard Holbrooke jako Specjalny Przedstawiciel w Afganistanie i Pakistanie, generał Eric K. Shinseki jako Sekretarz ds. Weteranów i Anne-Marie Slaughter jako Dyrektor Planowania Polityki w Departamencie Stanu. Cztery lata później Hagel zrezygnował ze stanowiska Sekretarza Obrony USA. Gen. Brent Scowcroft pełnił funkcję tymczasowego przewodniczącego zarządu organizacji do stycznia 2014 r., kiedy to mianowano byłego ambasadora w Chinach i gubernatora stanu Utah, Jona Huntsmana Jr.
W 2017 roku Tom Bossert, wcześniej stypendysta Nonresident Zurich Cyber Risk Fellow w ramach Cyber Security Initiative w Atlantic Council, został mianowany doradcą ds. bezpieczeństwa wewnętrznego w administracji Trumpa.
Digital Forensic Research Lab powstało w 2016 r. w celu badania dezinformacji w środowiskach open source i raportowania procesów demokratycznych. Najwięksi darczyńcy projektu i całego think tanku to obecnie: Facebook, po przekazaniu kwoty w 2018 r., oraz rząd Wielkiej Brytanii.
W 2019 roku Atlantic Council nawiązała współpracę z Hungary Foundation, grupą finansowaną przez rząd Orbána na Węgrzech. Zaplanowano serię dyskusji strategicznych, w których mieli wziąć udział najważniejsi przedstawiciele Stanów Zjednoczonych i Europy Środkowej. Podczas spotkania w Budapeszcie tego samego roku członkowie Atlantic Council skrytykowali urzędników węgierskiego MSZ za ograniczanie dyskusji na temat stanu demokracji na Węgrzech. W związku z tym Fundacja Węgierska anulowała projekt. W 2020 r. Atlantic Council zwróciła dotację Fundacji Węgierskiej i zakończyła współpracę z Fundacją.
We wrześniu 2021 r. założono Global China Hub, którego celem jest zbadanie trzech wyzwań, jakie stawia przed nami wzrost gospodarczy Chin: rosnącego wpływu Chin na kraje, instytucje globalne i wartości demokratyczne; globalnych konsekwencji zmian politycznych i gospodarczych w Chinach pod rządami Xi Jinpinga; dążenia Chin do zdominowania nowych technologii i konsekwencji dla praw jednostki i prywatności. Od czerwca 2023 r. jej starszym dyrektorem jest David O. Shullman, który kieruje również pracami Atlantic Council związanymi z Chinami.
Od początku swego istnienia Atlantic Council deklaruje, że jest instytucją bezpartyjną, a jej członkowie pochodzą z „umiarkowanych skrzydeł internacjonalistycznych obu partii” w Stanach Zjednoczonych. Pomimo powiązań Rada, zgodnie ze statutem, jest niezależna od rządu USA i NATO, a jej status to zarejestrowana organizacja non-profit 501(c)(3).
We wrześniu 2014 r. Eric Lipton poinformował w The New York Times, że od 2008 r. amerykańska organizacja otrzymała darowizny od ponad dwudziestu pięciu rządów zagranicznych. Napisał, że Atlantic Council jest jednym z wielu ośrodków analitycznych, które otrzymały znaczne fundusze zagraniczne i prowadziły działania, które „zwykle są zgodne z programami rządów zagranicznych”.
Atlantic Council’s Rafik Hariri Center for the Middle East przy Atlantic Council powstało dzięki darowiźnie Bahaa Hariri. Jego dyrektorką założycielką była Michele Dunne. Po tym, jak w 2013 r. wojsko odsunęło Mohammeda Morsiego od władzy jako prezydenta Egiptu, Dunne wezwał Stany Zjednoczone do wstrzymania pomocy wojskowej dla Egiptu, nazywając odsunięcie Morsiego od władzy „wojskowym zamachem stanu”. Bahaa Hariri złożyła skargę do Atlantic Council na działania Dunne i cztery miesiące później Dunne zrezygnowała ze stanowiska.
W 2014 r. Atlantic Council przygotował raport promujący Transatlantyckie Partnerstwo w dziedzinie Handlu i Inwestycji (TTIP) – proponowaną umowę o porozumieniu handlowym między Unią Europejską a Stanami Zjednoczonymi – przy wsparciu finansowym firmy FedEx, która jednocześnie bezpośrednio lobbowała w Kongresie na rzecz obniżenia transatlantyckich stawek celnych.
W latach 2015 i 2016 trzema największymi darczyńcami, którzy przekazali ponad 1 milion dolarów każdy, byli amerykańska milionerka Adrienne Arsht (wiceprzewodnicząca wykonawcza), libański miliarder Bahaa Hariri (skonfliktowany brat premiera Libanu Saada Haririego) i Zjednoczone Emiraty Arabskie Ukraińska spółka oligarchów Burisma Holdings przekazywała Atlantic Council 100 000 dolarów rocznie przez trzy lata, począwszy od 2016 r. Pełna lista sponsorów finansowych obejmuje wiele podmiotów wojskowych, finansowych i korporacyjnych.
Największymi darczyńcami w 2018 r. byli Facebook i rząd brytyjski. Według Rady z dochodów w 2019 r. 14% (około 5,5 mln dolarów) pochodziło od darczyńców rządowych, z wyłączeniem rządu USA.
W 2021 roku darczyńcą założycielskim była Adrienne Arsht, a darczyńcami, którzy przekazali ponad 1 milion dolarów, byli: American Securities Foundation, Bahaa Hariri, Ambasada Zjednoczonych Emiratów Arabskich, Facebook, Goldman Sachs, Fundacja Rockefellera oraz brytyjskie Foreign and Commonwealth Office.
W listopadzie 2022 r. Atlantic Council była gospodarzem Globalnego Forum Bezpieczeństwa Żywnościowego, którego współorganizatorem była fundacja Gaurav and Sharon Srivastava Family Foundation, zarządzana przez Gaurav Srivastava. Rada Atlantycka zakończyła następnie współpracę ze Srivastavą „po tym, jak nie udało się zweryfikować ważnych szczegółów jego przeszłości” po ujawnieniu fałszywego oszustwa szpiegowskiego Guarav Srivastava. Rzecznik Atlantic Council poinformował Politico, że zwrócono fundusze otrzymane w 2023 r. na przyszłą współpracę i że „podjęto decyzję o zakończeniu współpracy z panem Srivastavą w maju 2023 r. po zapoznaniu się z nowymi informacjami z powodu naszego procesu przeglądu darczyńców. Na przykład dowiedzieliśmy się, że fundacja Gaurav & Sharon Srivastava Family Foundation nie została założona w kwietniu 2023 r. zgodnie z ustawą 501(c)(3), pomimo oświadczenia pana Srivastavy przed Radą, że jest to zarejestrowana fundacja”.
Reena Ninan jest byłym członkiem Atlantic Council, Rockefeller Foundation i Council on Foreign Relations. Obecnie pełni funkcję przewodniczącej ich forów publicznych.
Atlantic Council stanowi miejsce spotkań głów państw, przywódców wojskowych i liderów międzynarodowych z obu stron Atlantyku. W 2009 r. Rada gościła pierwsze ważne przemówienie USA byłego sekretarza generalnego NATO Andersa Fogha Rasmussena, w którym poruszył on takie kwestie, jak misja NATO w wojnie w Afganistanie, współpraca NATO z Rosją i szersze stosunki transatlantyckie. Pojawili się również członkowie Kongresu Stanów Zjednoczonych, w tym senator Richard Lugar i sekretarz stanu John Kerry. Rada organizuje wydarzenia z udziałem urzędujących szefów państw i rządów, w tym byłego prezydenta Gruzji Micheila Saakaszwilego premiera Ukrainy Arsenija Jaceniuka, i byłej prezydent Łotwy Vairy Vīķe-Freibergi.
Od stycznia 2007 r. Rada gościła przywódców wojskowych z obu stron Atlantyku. Centrum Bezpieczeństwa Międzynarodowego im. Brenta Scowcrofta działające przy Radzie organizuje cykliczne wydarzenia znane jako Commanders Series, na które zaprasza przywódców wojskowych ze Stanów Zjednoczonych i Europy, aby przemawiali do społeczności atlantyckiej na temat konfliktów interesów. W ramach serii Commanders Series amerykańscy przywódcy wojskowi, tacy jak były generał George Casey i były admirał Timothy Keating, a także europejscy przywódcy, tacy jak były szef francuskiej obrony generał Jean-Louis Georgelin i holenderski generał porucznik Ton van Loon wypowiadali się na temat takich kwestii, jak wojna w Iraku, wojna w Afganistanie i zagrożenia bezpieczeństwa w Azji i Afryce.
Do corocznych wydarzeń należą: Distinguished Leadership Awards w Waszyngtonie, D.C., Future Leaders Summit; Wrocław Global Forum we Wrocławiu; Atlantic Council Energy & Economic Summit w Stambule, w Turcji; oraz Global Citizen Awards w Nowym Jorku.
22 lutego 2019 r. Atlantic Council opublikowała Deklarację Zasad na Monachijskiej Konferencji Bezpieczeństwa. Frederick Kempe, prezes i dyrektor generalny Atlantic Council, powiedział, że jest to „wysiłek mający na celu zjednoczenie i ożywienie „wolnych ludzi” na całym świecie”
W sierpniu 2023 r. delegacja Rady Atlantyckiej pod przewodnictwem byłej prezydent Litwy Dalii Grybauskaitė odwiedziła Tajwan przy wsparciu Biura Przedstawiciela Gospodarczego i Kulturalnego Tajpej i spotkała się z prezydent Tsai Ing-wen.

## Odbiór
W 2016 r. Atlantic Council spotkał się z krytyką ze strony założyciela Human Rights Foundation za decyzję o przyznaniu Aliemu Bongo Ondimbie nagrody Global Citizen Award. Bongo odrzucił nagrodę w związku z kontrowersjami wokół wyborów prezydenckich w Gabonie w 2016 r.
W lipcu 2019 r. Rosja stwierdziła, że działalność Rady Atlantyckiej zagraża podstawom jej systemu konstytucyjnego oraz bezpieczeństwu Federacji Rosyjskiej. Rosja dodała Atlantic Council do swojej listy organizacji „niepożądanych”, uniemożliwiając jej działalność na terytorium Rosji. Andrei Tsygankov, Pavel Tsygankov i Haley Gonzalez (2023) zauważyli, że w publikacjach Atlantic Council można dostrzec stronniczość pronatowską i antyrosyjską.